# Campionati europei di atletica leggera 1982 - Marcia 20 km
La marcia 20 km maschile si è tenuta il 7 settembre.

## Classifica finale
| Pos | Nome                  | Nazione          | Time    | Notes |
| --- | --------------------- | ---------------- | ------- | ----- |
| 1   | José Marín            | Spagna           | 1:23:43 |       |
| 2   | Jozef Pribilinec      | Cecoslovacchia   | 1:25:55 |       |
| 3   | Pavol Blažek          | Cecoslovacchia   | 1:26:13 |       |
| 4   | Gérard Lelièvre       | Francia          | 1:26:30 |       |
| 5   | Alessandro Pezzatini  | Italia           | 1:26:39 |       |
| 6   | Carlo Mattioli        | Italia           | 1:26:56 |       |
| 7   | Nikolay Matveyev      | Unione Sovietica | 1:27:57 |       |
| 8   | Reima Salonen         | Finlandia        | 1:28:04 |       |
| 9   | Roland Wieser         | Germania Est     | 1:29:11 |       |
| 10  | Pyotr Pochenchuk      | Unione Sovietica | 1:30:13 |       |
| 11  | Steven Barry          | Regno Unito      | 1:31:00 |       |
| 12  | Martial Fesselier     | Francia          | 1:32:23 |       |
| 13  | Ian McCombie          | Regno Unito      | 1:32:36 |       |
| 14  | José Pinto            | Portogallo       | 1:34:19 |       |
| 15  | Lennart Mether        | Svezia           | 1:35:09 |       |
| 16  | Jan Staaf             | Svezia           | 1:37:37 |       |
| 17  | Franz-Josef Weber     | Germania Ovest   | 1:39:38 |       |
| 18  | Leif Christensen      | Danimarca        | 1:45:45 |       |
|     | Bo Gustafsson         | Svezia           | DQ      |       |
|     | Maurizio Damilano     | Italia           | DQ      |       |
|     | Aristidis Karagiorgos | Grecia           | DQ      |       |